# 大鯨級潛艦

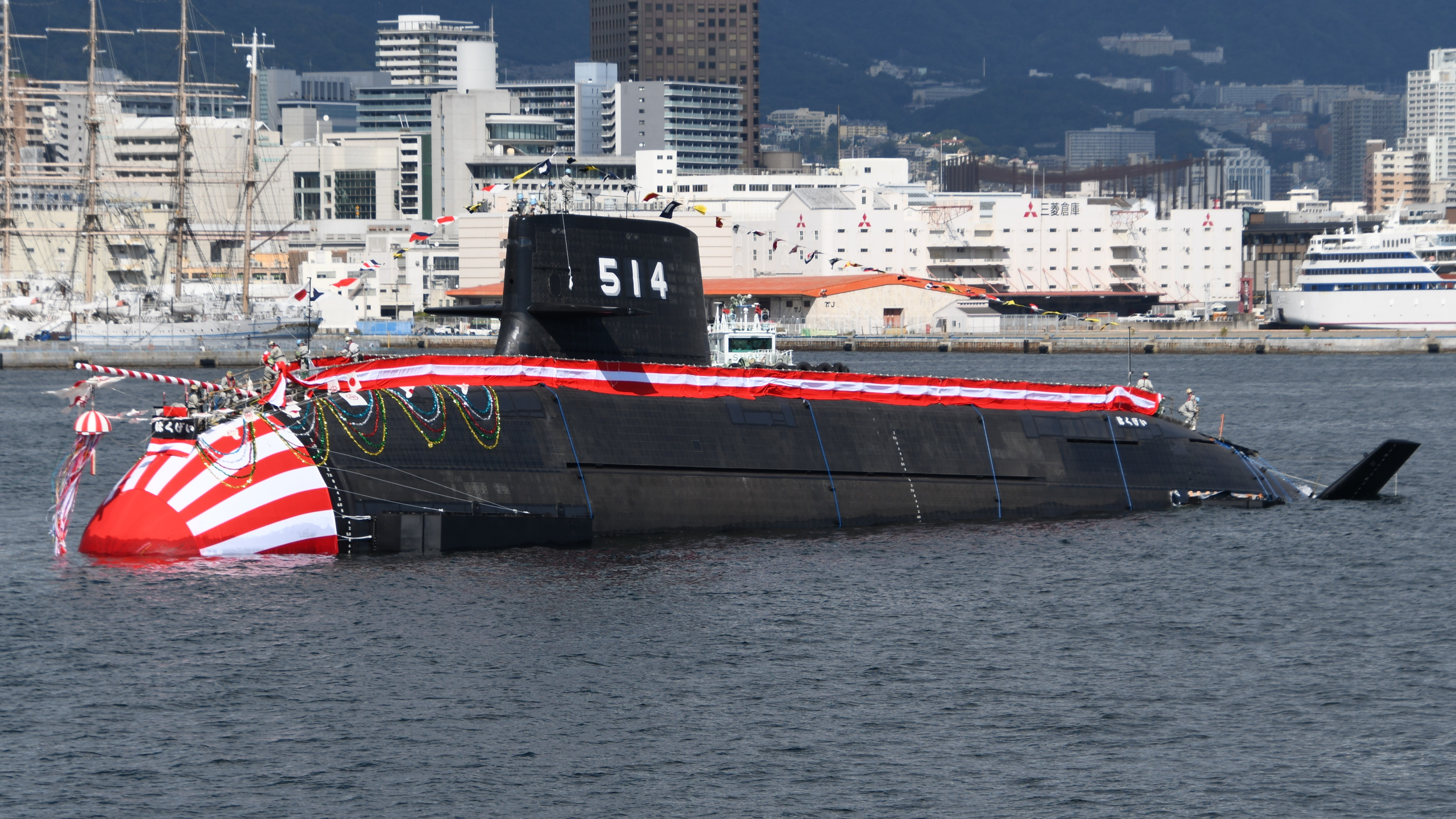
2021年10月14日大鯨級二號艦白鯨號潜艇（SS-514）下水

大鯨級潛艦（日语：たいげい型潜水艦）為日本海上自衛隊最新型式的潛艦，首艘大鯨號（SS - 513）由三菱重工神戶造船廠負責建造，與後兩艘蒼龍級潛艦同樣使用鋰離子電池，噸位3000噸相較於蒼龍級潛艦的2900噸略為增加。
首艇“大鲸”艇名继承自大鲸号潜水母舰。

## 簡介
「大鯨號」全長84公尺、全寬9.1公尺，乘員編制約70人。據稱艦體設計比起蒼龍級更難被敵方發現，跟後期生產的蒼龍級潛艦一樣搭載鋰離子電池，不過潛航時間更長，建造費用約800億日圓（約合5.09億美金）。由於中國近年展現經略遠洋海軍的雄心，防衛省在平成22年之後的《防衛計畫大綱》將原本16艘潛艦的編制擴充到22艘，2020年10月14日下水的「大鯨號」終於完成了這個計畫。由於大鯨配備了「赤龍號」（蒼龍級8號艦）的潛艦魚雷防禦系統，以及高性能呼吸管與採用光纖技術的先進聲納系統，優異的隱蔽性不在蒼龍之下；在武器方面，則配備89式魚雷的後繼者—18式魚雷。

## 外部連結
- 日本最新潛艦「大鯨號」下水　2022年3月服役 （页面存档备份，存于）